# Splitgate
Splitgate (connu pendant le développement sous le titre de travail Splitgate: Arena Warfare) est un jeu vidéo de tir à la première personne multijoueur gratuit développé et publié par 1047 Games. Il est sorti en accès anticipé le 24 mai 2019 pour Linux et Microsoft Windows sur Steam, et sur Xbox One et PlayStation 4 le 27 juillet 2021. Une prochaine version PlayStation 5 et Xbox Series arrivera en 2022. Le 25 août 2021, les développeurs ont annoncé que le jeu resterait indéfiniment en version bêta et ont en même temps publié la saison zéro. Le jeu s'articule autour de combats de science-fiction inspirés de Halo dans des arènes de combat où les joueurs peuvent créer des portails de trous de ver entre deux points de la carte qui ont été comparés à ceux de la série Portal, afin de tirer ou voyager à travers ces portails.
La version console du jeu est considérée comme une "réédition" car le gameplay et le style ont été complètement remaniés.

## Développement
Le jeu a été développé par 1047 Games, studio basé au Nevada. Ses cofondateurs, Ian Proulx et Nicholas Bagamian, ont commencé à travailler sur le jeu en tant que projet scolaire alors qu'ils étudiaient l'informatique à l'Université de Stanford. Proulx s'est inspiré de Portal et Portal 2⁣⁣, croyant que sa mécanique pouvait bien se traduire dans d'autres genres de jeux vidéo. Ils ont travaillé sur le jeu sans financement pendant six mois, puis ont publié une démo pour réaliser des tests utilisateurs. Cette démo est devenue étonnamment populaire, le jeu attirant 600 000 téléchargements au cours de son premier mois de sortie. La philosophie de conception du jeu a été décrite comme étant similaire à celle de Fortnite et Rocket League, dans laquelle le jeu est "facile à apprendre" mais "difficile à maîtriser".
Le jeu est sorti en tant que titre gratuit sur Steam le 24 mai 2019. 1047 Games a continué à travailler sur le jeu après la sortie et avait levé un total de 10 millions de dollars pour le projet en mai 2021 auprès d'investisseurs. En juin 2021, la société a annoncé que le jeu arriverait sur PlayStation 4, PlayStation 5, Xbox One et Xbox Series avec prise en charge du jeu multiplateforme.
Alors que Splitgate avait du mal à maintenir une base de joueurs viable après son lancement initial en accès anticipé en 2019, le jeu a connu une augmentation significative du nombre de joueurs lorsque la version bêta du jeu a été lancée début juillet 2021, ce qui l'a amené à dépasser les 600 000 téléchargements au cours de la première semaine,. Sa popularité soudaine était inattendue par les développeurs et a conduit le jeu à se déconnecter du réseau plusieurs fois pour résoudre des problèmes de serveur. Cela a conduit au report de l'accès anticipé alors que les développeurs tentaient d'augmenter la capacité du serveur pour gérer plus de 100 000 joueurs simultanés. Malgré les tentatives d'augmentation de la capacité des serveurs, un système de file d'attente a été mis en place pour limiter le nombre de joueurs se connectant au jeu. Les développeurs ont publié des mises à jour sur l'état des serveurs sur un compte Twitter à cet effet jusqu'à ce que le système soit supprimé en août 2021.

### Saisons
| Saison | Titre       | Période                        | Description du nouveau contenu |
| ------ | ----------- | ------------------------------ | --- |
| 0      | Saison zéro | 25 août 2021 – 27 janvier 2022 | La première saison de Splitgate comprenait une nouvelle carte appelée "Karman Station", un nouveau mode de jeu appelé "Contamination", un nouveau passe de combat qui s'appuie sur le passe de combat de la bêta et des changements pour équilibrer le jeu. |
| 1      | Saison 1    | 27 janvier 2022- 2 juin 2022   | La deuxième saison de Splitgate a ajouté une version bêta très attendue du créateur de cartes, apporté de nouveaux changements de fidélité à la carte Foregone Destruction ainsi qu'une nouvelle carte de simulation appelée Hotel. Il comprenait également les nouveaux modes de jeu "Evolution" et "One Flag Capture the Flag", un nouveau passe de combat avec des skins et d'autres récompenses en jeu et quelques refontes graphiques de toutes les cartes. |
| 2      | Saison 2    | 2 juin 2022 - présent          | Cette saison contient un passe de combat comprenant 108 nouveaux éléments, une remastérisation de la carte Abyss, ainsi qu'un système de progression plus rapide. Il est également question de trois nouveaux modes de jeu tels que "Hotzones", "Lockdown" et "Juggernaut". |

## Accueil
Splitgate a reçu une note globale de 71/100 sur Metacritic.
Samuel Horti d'IGN a noté le jeu 7,1/10, affirmant que bien que le jeu soit un "FPS d'arène moyen", la "torsion intelligente" de pouvoir placer des portails en fait un "jeu de tir intelligent et tactique en équipe". Cependant, il a critiqué les cartes "fades" du jeu et son faible nombre de joueurs, ce qui rendait difficile la création de matchs équilibrés.
Alex Santa Maria de Game Revolution a noté le jeu 7/10, qualifiant le gameplay de "impressionnant de solidité" mais disant qu'il avait besoin "d'un peu plus de flair visuel" et comparant les conceptions d'armure du jeu à "des courses oubliées comme Section 8 ".
La rédaction de Jeuxvideo.com à quant à elle noté le jeu 16/20, déclarant ainsi que "En mixant habilement Halo et Portal, Splitgate offre des combats funs et plaisants. Parfait pour décompresser lors de courtes sessions, les modes de jeu décontractés feront plaisir aux joueurs lassés de la compétition et qui cherchent simplement à fragger en paix".
Polygon a inclus Splitgate dans sa liste de ce qu'ils considéraient comme les "meilleurs jeux de 2021".